# Von Platenska huset
von Platenska huset är en byggnad i centrala Helsingborg. I Helsingborgs stads bevarandeprogram för stadskärnan från 2002 klassificeras byggnaden som "särskilt värdefull bebyggelse" enligt äldre plan- och bygglagen (3:12§).

## Beskrivning
Byggnaden uppfördes 1843 åt generaladjutanten Achates Carl von Platen, som vid tillfället ägde Henckelska gården och huset uppfördes på mark tillhörande gården. Byggnaden ligger i Springpostgränden, just där gatan kröker av mot norr, och söder om huset ligger Springpostkällan, som gett gatan dess namn. Byggnaden är klassicistisk och står på en hög gråstenssockel, då den branta landborgen reser sig upp bakom den. Fasaden består av ljusgula slammade tegelfasader med slätputsade markerade hörn och gesimser i mörkare brun ton. Taket är ett halvvalmat mansardtak täckt i rött taktegel. Centralt på taket dominerar en tre fönster bred frontespis. Huset har vita småspröjsade mittpostfönster. År 1923 utfördes en upprustning av arkitekt Gustav W. Widmark, där bland annat fönstren fick sin nuvarande utformning. Vid sitt uppförande var huset en del av Henckelska gårdens tomt, men styckades av på 1990-talet och ägs sedan dess av den judiska församlingen i Helsingborg som använder huset som synagoga och församlingshus. 

## Kulturhistorisk skydd
När Henckelska gården byggnadsminnesmärktes den 14 februari 1978 ingick ursprungligen von Platenska huset i kulturskyddet, då den var en del av fastigheten. Efter att huset styckats av väcktes vid upprättandet av bevarandeprogrammet för Helsingborgs stad 2002 frågan om von Platenska huset (Kärnan Norra 27) fortsatt skulle ingå i byggnadsminnet. Länsstyrelsen i Skåne län beslutade 2003 att så inte skulle vara fallet med motiveringen att syftet med byggnadsminnesförklaringen var att skydda själva Henckelska gården med tillhörande lusthus, där von Platenska huset inte ansågs ingå. Istället skyddades byggnaden som "särskilt värdefull bebyggelse" i bevarandeprogrammet.